# En la calor de la nit
En la calor de la nit (títol original en anglès In the Heat of the Night) és una pel·lícula estatunidenca dirigida per Norman Jewison, estrenada el 1967 i doblada al català. Basat en la novel·la homònima de John Ball, En la calor de la nit és un portentós thriller policíac que va catapultar definitivament la carrera de Sidney Poitier. A banda de la recordada interpretació del protagonista, així com la de Rod Steiger, el film de Norman Jewison destaca per la reeixida recreació d'una atmosfera angoixant i fins i tot claustrofòbica pròpia del pantanós Mississipi pel tractament sec de la violència. Cinc Oscars ho avalen, entre ells el de la millor pel·lícula.
A l'estrena de la pel·lícula, hi havia problemes relacionats amb el racisme a Chicago. La pel·lícula s'inscriu en la lluita pels drets civils. El rodatge es va desenvolupar des del 26 de setembre fins al mes de desembre de 1966 a Belleville, Chester, Dyersburg, Freeburg i Sparta. La pel·lícula va donar lloc a una continuació el 1970: Ara em diuen senyor Tibbs. Sidney Poitier reprèn el paper de Virgil Tibbs. Aquesta pel·lícula ha estat classificada en el lloc 16è pel American Film Institute en el seu Top 100 de les rèpliques del cinema americà.

## Argument
En una petita ciutat del sud dels Estats Units un home apareix mort a mitjanit enmig del carrer. Era un dels que havien impulsat el ressorgiment econòmic de la ciutat. Detenen un home negre que esperava a l'estació, però descobreixen que és inspector de policia.

## Premis i nominacions

### Premis
- 1968: Oscar a la millor pel·lícula[3]
- 1968: Oscar al millor muntatge (Hal Ashby)[3]
- 1968: Oscar al millor so (Hal Ashby)[3]
- 1968: Oscar al millor actor (Rod Steiger)[3]
- 1968: Oscar al millor guió adaptat (Stirling Silliphant)[3]
- 1968: Globus d'Or a la millor pel·lícula dramàtica
- 1968: Globus d'Or al millor guió per Stirling Silliphant
- 1968: Globus d'Or al millor actor dramàtic
- 1968: BAFTA al millor actor estranger per Rod Steiger

### Nominacions
- 1968: Oscar al millor director (Norman Jewison)[3]
- 1968: Oscar als millors efectes visuals (James Richard)[3]
- 1968: Globus d'Or al millor actor dramàtic per Rod Steiger
- 1968: Globus d'Or al millor director per Norman Jewison
- 1968: Globus d'Or a la millor actriu dramàtica per Quentin Dean
- 1968: Globus d'Or a la millor actriu dramàtica per Lee Grant
- 1968: BAFTA a la millor pel·lícula
- 1968: BAFTA al millor actor estranger per Sidney Poitier
- 1968: Grammy a la millor banda sonora original escrita per pel·lícula o televisió per Quincy Jones